# Как-Ухоль-Кинич II
Как-Ухоль-Кинич II (K'AHK' -(u)- JOL K'INICH досл. «Огнеголовый бог солнца») — правитель майяского царства Канту со столицей в Караколе. 

## Биография
Как-Ухоль-Кинич II был преемником возможно своего отца Кана II, воцарившись 9.11.5.14.0 12 Ajaw 18 Xul (22 июня 658). При этом первые двадцать девять дней он проправил совместно со своим предшественником. Во время своего правления он установил тексты из стукко в структурах B-16-sub и B-18 и стелу 3 в Ла-Рехалле. 
Текст из стукко из структуры B-16-sub платформы Каана описывает звёздную войну. Какх-Чан-Чак, правитель Саальского царства со столицей в Наранхо, в феврале 680 года атакует столицу Канту Караколь. Далее в тексте говорится, что шестьдесят дней спустя Как-Ухоль-Кинич I прибыл в Караколь, предположительно из какого-то убежища, в которое он бежал. Возможно это редут на окраине Ла-Рехалле недалеко от ре Чикибул, в котором находится его стела 3. Затем между 680 и 682 годом Канту восстанавливается и при поддержке союзного Канульского царства нанесло Саалю ответный удар, оборвав саальскую правящую династию.
Его преемником стал Цяах-Как.